# Альхимович, Гиацинт
Гиаци́нт Альхимо́вич (пол. Hiacynt Alchimowicz, фр. Hiacynt/Hyacinthe Alchimowicz; 11 сентября 1841, с. Демброво близ Щучина, Лидского уезда, Виленской губернии (ныне Гродненской области, Беларуси) — после 1897, Франция) — известный ,белорусский и  польский художник, педагог.

## Биография
Родился в шляхетской семье в селе Демброво близ Щучина, Лидский уезд, Виленская губерния. Младший брат Казимира Альхимовича. После окончания гимназии и технической школы, изучал живопись в Вильно. Находился под влиянием творчества известного виленского художника Канута Русецкого.
Вместе со старшим братом в 1863 году участвовал в Польском восстании. После его поражения эмигрировал во Францию, где в 1864 поселился в г. Перпиньяне. Первоначально работал чертежником на строительстве железной дороги. В 1872 стал преподавать живописью. Переехал в Париж, где познакомился и подружился с живописцем М. Андриолли.
В 1876 занял пост профессора рисования в лицее Перпиньяна, затем в политехническом училище и высшем женском лицее.
За плодотворную педагогическую деятельность в 1892 году удостоен французского титула «Officier d’Académie».  С 1897 года он все еще был известен тем, что жил в Перпиньяне. Умер в эмиграции во Францию.

## Творчество
Акварелист. Писал, в основном, пейзажи, портреты, жанровые полотна. Участник многих французских выставок живописи, в частности, в 1864 в Тулузе, в 1879 и 1893 — в Кастре, в 1880 — в Монпелье, в 188 — в Ницце, в 1893 — в Нарбонне.
В 1904 прошла выставка работ художника на родине в Варшаве.

## Галерея

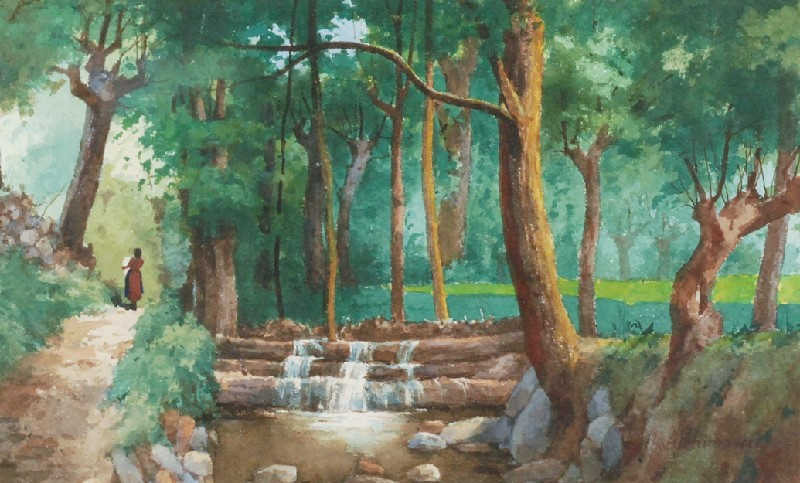
Пейзаж с водным каскадом
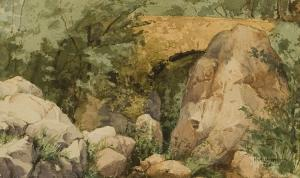
Мост в лесу
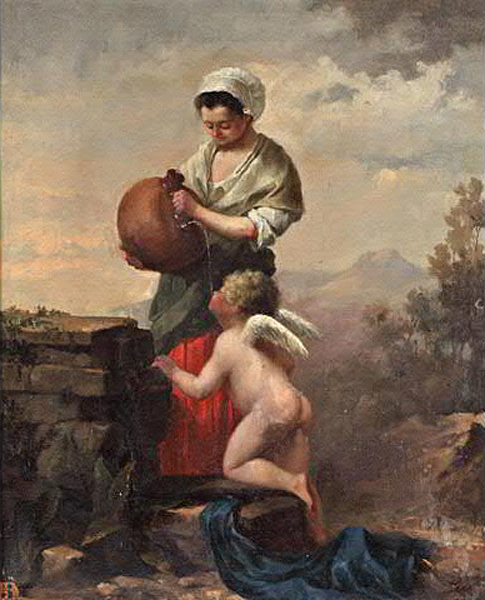
Фонтан Амура. 1876
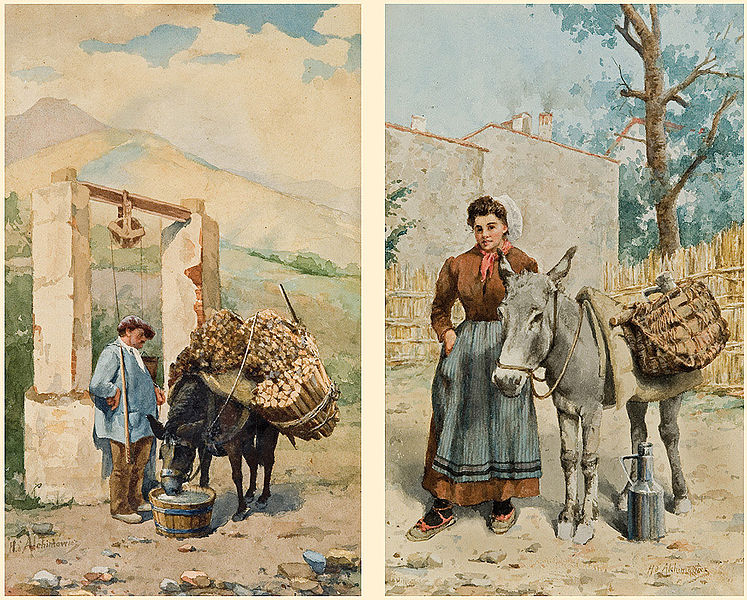
«Поение осла» и «Молочница»